# Bocznianka białoszara
Bocznianka białoszara (Hohenbuehelia fluxilis (Fr.) P.D. Orton) – gatunek grzybów z rodziny boczniakowatych (Pleurotaceae).

## Systematyka i nazewnictwo
Pozycja w klasyfikacji według Index Fungorum: Hohenbuehelia, Pleurotaceae, Agaricales, Agaricomycetidae, Agaricomycetes, Agaricomycotina, Basidiomycota, Fungi.
Po raz pierwszy takson ten zdiagnozował w 1821 r. Elias Fries nadając mu nazwę Agaricus fluxilis. Obecną, uznaną przez Index Fungorum nazwę nadał mu w 1949 r. Peter D. Orton, przenosząc go do rodzaju Hohenbuehelia.
Synonimy:
- Agaricus fluxilis Fr. 1821
- Calathinus fluxilis (Fr.) Quél. 1886
- Dendrosarcus fluxilis (Fr.) Kuntze 1898
- Hohenbuehelia fluxilis (Fr.) P.D. Orton 1964 var. fluxilis
- Pleurotus fluxilis (Fr.) Gillet 1876

Nazwę polską zaproponował Władysław Wojewoda w 2003 r.

## Morfologia
Owocnik
Średnica 0,3–1,9 cm, kształt okrągławy, nerkowaty, początkowo wypukły, potem płaski. Brzeg prosty. Powierzchnia lepka, galaretowata, z prześwitującymi blaszkami, delikatnie łuseczkowata i nieco owłosiona przy podstawie. Barwa początkowo niebieskawa, potem jaśniejąca – białoszara, umbrowata do niemal białej. Trzonu brak.
Blaszki
Białawe, średnio gęste, wolne lub wykrojone, o krawędzi delikatnie ząbkowanej.
Miąższ
Galaretowaty, w górnej warstwie szary lub brązowy, w dolnej biały. Smak silnie mączny, zapach słabo mączny.
Cechy mikroskopowe
Bazydiospory o rozmiarach (7,5-)8-10,5(-12,5) × (3-)3,5-5(-5,5) μm, elipsoidalne lub cylindryczne. Podstawki 2-zarodnikowe. Cheilocystydy o rozmiarach 16-38 × 3.5–7 μm, butelkowate, z dzióbkami o długości 1-2(-4) μm, o wierzchołkach rozszerzonych 1,5-4 × 1,5–3 μm. Metuloidy o rozmiarach 22-74 × 5–10,5 μm. Galaretowata warstwa ma grubość 0,15–0,7 mm.

## Występowanie
Bocznianka białoszara występuje w Europie, podano jej stanowiska także w Armenii. Na terenie Polski do 2003 r. podano 5 stanowisk. W opracowaniu Czerwona lista roślin i grzybów Polski jest zaliczona do kategorii grzybów rzadkich (R).
Występuje w lasach. Nadrzewny grzyb saprotroficzny. Owocniki pojawiają się pojedynczo lub w małych grupkach na martwych gałęziach drzew liściastych, zwłaszcza na wierzbach i olchach. Jak wszystkie bocznianki jest także grzybem nicieniobójczym. Jej grzybnia za pomocą klejących cyst strzępkowych atakuje nicienie i trawi je.